# Kommandant der Seeverteidigung R
Der Kommandant der Seeverteidigung R, kurz Seekommandant R war ein regionaler Küstenbefehlshaber der deutschen Kriegsmarine im Zweiten Weltkrieg, der für den Bereich der Küste um Leningrad zuständig sein sollte.

## Geschichte
Die Kriegsmarine traf im Frühjahr 1941 organisatorische Vorbereitungen für den deutschen Angriff auf die Sowjetunion (Unternehmen Barbarossa). Zu diesem Zweck wurden die Stäbe mehrerer Seekommandanturen aufgestellt, die zunächst nur mit einem Buchstaben und ohne geografischen Bezug bezeichnet wurden. Dazu gehörte die im Juli 1941 aufgestellte Dienststelle des Kommandanten der Seeverteidigung R, die wiederum dem Marinebefehlshaber D unterstellt war.
Der Stab befand sich in Duderhof (russ. Moschaiskaja) südwestlich des heutigen Sankt Petersburg. Der Befehlsbereich reichte von der Narwamündung entlang der Ostseeküste bis zur Hauptkampflinie.
Die Unterstellung wechselte im November 1941 unter den neu eingerichteten Admiral Ostland, ab Februar 1943 Kommandierender Admiral Ostland.
Nach der Beendigung der Leningrader Blockade wurde der Stab im Februar 1944 dem Kommandanten der Seeverteidigung Reval zugeteilt, der gleichzeitig in Kommandant der Seeverteidigung Estland umbenannt wurde.

## Unterstellte Dienststellen und Verbände
Dem Seekommandanten R waren folgende Verbände und Dienststellen unterstellt:
- Marineartillerieabteilung 530 (zeitweilig, sonst unter Seekommandant Reval/Estland)
- Marineartillerieabteilung 532 (Ostluga)
- Marineflakabteilung 239 (ab April 1942, erst Ostluga, ab Mai 1943 Tytärsaari)

## Seekommandanten
- Kapitän zur See Wilhelm Kopp, Juli – November 1941
- Fregattenkapitän Heinrich Boehm, November 1941 – März 1943
- Kapitän zur See Horst Gerlach, März – August 1943, anschließend Kommandant der Seeverteidigung Peloponnes und später Kommandant der Seeverteidigung von Nordholland
- Kapitän zur See Emil Ruhfus, August 1943 – Februar 1944